# Singapur (wyspa)
Singapur (ang. Singapore Island, malajski Pulau Ujong) – największa wyspa należącą do państwa Singapur, położona przy południowym krańcu Półwyspu Malajskiego, oddzielona od niego przez cieśninę Johor, z pozostałych stron oblewana przez wody Cieśniny Singapurskiej. Wyspa liczy około 680 km² (około 94% terytorium lądowego kraju) i stanowi miejsce zamieszkania niemal wszystkich spośród 5,5 mln mieszkańców Singapuru (2021).
Wyspa ma kształt zbliżony do rombu. Jej długość z zachodu na wschód wynosi 49 km, a szerokość z północy na południe 25 km. Długość linii brzegowej – 203 km. Wyspa jest nizinna, blisko 2/3 jej obszaru położone jest na wysokości nieprzekraczającej 15 m n.p.m. Najwyższy punkt wznosi się 163 m n.p.m. Ze stałym lądem wyspę łączy grobla Johor-Singapur o długości 1 km.
Wyspa niemal w całości zajęta jest przez miasto Singapur, którego historyczne centrum znajduje się na jej południowym wybrzeżu. Na wyspie znajduje się port morski, jeden z największych na świecie pod względem przeładunku towarów, a także dwa międzynarodowe porty lotnicze: Changi oraz mniejszy Seletar.
Terytorium wyspy uległo znacznemu powiększeniu w rezultacie prac inżynieryjnych, mających na celu pozyskanie lądu od morza. Po raz pierwszy przeprowadzone w 1822 roku, podejmowane były później wielokrotnie w XIX, XX i XXI wieku. Powierzchnia wyspy w 1982 roku wynosiła 570 km², a w 1999 roku – 582 km².